# Festiwal Kultury Żydowskiej w Grodzisku Mazowieckim
Festiwal Kultury Żydowskiej w Grodzisku Mazowieckim – impreza kulturalna odbywająca się od 2020 w Grodzisku Mazowieckim, której celem jest propagowanie żydowskiego dziedzictwa Grodziska Mazowieckiego i innych polskich miast oraz kultury żydowskiej i izraelskiej. Inicjatorami festiwalu byli Joanna Szumacher i Piotr Strzemieczny, a instytucją odpowiadającą za organizację jest Stowarzyszenie Nowa Kultura i Edukacja.
W 2020 odbyła się pierwsza edycja Festiwalu Kultury Żydowskiej w Grodzisku Mazowieckim. Tematem przewodnim Festiwalu, przy którym współpracowało również stowarzyszenie Hakoach, był Dybuk. W 2021 festiwal odbywał się pod hasłem Golem, a w 2022 edycję poświęcono kobietom w kulturze żydowskiej i judaizmie. Czwarta edycja odbywała się wokół żydowskich bajek (majses). Poza pierwszą edycją (wrzesień), wszystkie pozostałe odbywają się corocznie w drugiej połowie sierpnia. Każda odsłona Festiwalu Kultury Żydowskiej w Grodzisku Mazowieckim zawiera spotkania literackie, panele eksperckie związane z judaizmem, spotkania historyczne, wystawy, spotkania warsztatowe, spacery oraz koncerty.

## Działalność wydawnicza
Do każdej edycji Stowarzyszenie Nowa Kultura i Edukacja wydaje publikacje tematyczne: historie żydowskich rodzin z Grodziska, katalogi towarzyszące wystawom i foldery przybliżające żydowską historię miasta. W 2020 ukazała się pierwsza publikacja w pełni poświęcona żydowskiemu dziedzictwu Grodziska Mazowieckiego, Żydowski ślad Grodziska Mazowieckiego, w której przybliżono charakterystyczne dla żydowskiej społeczności i historii miasta miejsca oraz postaci, a także zamieszczono wywiad z lokalnym historykiem. Ukazał się również katalog pofestiwalowy Dybuk z Grodziska oraz plansza komiksowa autorstwa Michała Rzecznika o pobycie Marka Edalmana w Grodzisku po upadku powstania warszawskiego, gdzie razem z Adiną Blady Szwajgier, Aliną Margolis, Zofią Skrzeszewską, Icchakiem Cukiermanem, Cywią Lubetkin, Lubą Zylberg, Leą Borkowską-Zylbersztajn, Symchą Rotem, Tuwią Borzykowskim i Julianem Fiszgrundem ukrywali się w domu przy ulicy 3 Maja.
W 2021, w ramach wystawy Ze Wschodu na Zachód, z Zachodu na Wschód. Historia jednej rodziny, ukazała się dwujęzyczna publikacja zatytułowana Ze Wschodu na Zachód, z Zachodu na Wschód. Labirynt Bronki, w której opisano historię rodziny Gerecht oraz sytuację belgijskich Żydów podczas okupacji.
Rok 2022 dostarczył aż trzy książki. Wydano żydowską historię miasta: Nasze miasteczko Grodzisk, będące tłumaczeniem z jidysz na polski i angielski tekstu napisanego w 1936 przez Salomona Neuhausa, grodziskiego Żyda, w którym opisano m.in. wygląd synagogi w Grodzisku. Ukazała się też pierwsza część z serii Byliśmy z Grodziska. Historie żydowskich rodzin, w której opisano sylwetki i losy wybranych rodzin pochodzących z Grodziska (m.in. rodziny Bender, z której pochodził chasydzki rabin Levi Icchok Bender, przywódca chasydów bracławskich). W ramach realizacji projektu instalacji zewnętrznej Labirynt Bronki wydano także pamiętnik Bronisławy Brandli Gerecht z lat 1915–1917, a także folder z symboliką macew na cmentarzu żydowskim w Grodzisku Mazowieckim.
W 2023, podczas edycji Majse, podczas Festiwalu Kultury Żydowskiej w Grodzisku Mazowieckim miała miejsce premiera pierwszej publikacji poświęconej grodziskiej Wielkiej Synagodze. W książce opisano historię żydowskiej bożnicy oraz zaprezentowano nieznaną wcześniej fotografię synagogi autorstwa Romana Vishniaka, a także wiele archiwalnych zdjęć.
Piąta edycja Festiwalu, organizowana w 2024, przyniosła dwa nowe wydawnictwa związane z żydowskim dziedzictwem Grodziska Mazowieckiego. Ukazała się druga część cyklu Byliśmy z Grodziska. Historie żydowskich rodzin, w której opisano historię rodzin Gryc i Wencel. Ponadto artystka audiowizualna Joanna Szumacher stworzyła książkę dla dzieci zatytułowaną Bajka o Rebe Elimelechu z Grodziska, poświęconą cadykowi Elimelechowi Szapiro.

## Wystawy upamiętniające żydowskie rodziny i dziedzictwo
Istotą działań festiwalowych jest prezentowanie dziedzictwa żydowskiego Grodziska i okolic. Od 2021 podczas Festiwalu Kultury Żydowskiej w Grodzisku Mazowieckim organizowane są wystawy upamiętniające żydowskie rodziny z Grodziska. W 2021 zaprezentowano historię rodziny Gerecht, właścicieli dwóch cegielni w Grodzisku: Henryków i Władysławów, skupiając się na postaci Bronisławy Brandli Gerecht. W 2022, podczas edycji di FROJ (Kobieta), skupiono się na historii rodziny Frejdlich i żydowskich korzeni pochodzącej z Grodziska Mazowieckiego artystki sztuki współczesnej i feministycznej, Ewy Partum. Wystawa Frejdlichowie i Ewa Partum odbyła się w Galerii FKŻ zorganizowanej na terenie Dworca Kolejowego w Grodzisku.
Edycja w 2023 ukazała sylwetki członków rodziny Gancer, ich przedwojenne, rozbite na Grodzisk i Tyszowce, a także powojenne, toczące się w Dzierżoniowie i Izraelu losy. Na otwarciu wystawy obecni byli przeedstawiciele rodziny Gantzer, którzy przyjechali do Grodziska na zaproszenie Festiwalu.
Rok 2023 przyniósł również ważną dla żydowskiej tożsamości miasta wystawę Synagoga w Grodzisku, w której przedstawiono historię wybudowanej w XIX wieku, zdobionej przez Maurycego Apfelbauma synagogi, która została zniszczona przez nazistów w 1940. Wystawa była pierwszą jakakolwiek działalnością na terenie gminy Grodzisk Mazowiecki ukazującą historię grodziskiej synagogi. Do wystawy powstał towarzyszący jej katalog.
W 2024 podczas Festiwalu zaprezentowano wystawę upamiętniającą dwie żydowskie rodziny pochodzące z Grodziska Mazowieckiego, Gryców i Wencli. Obie rodziny w Stanach Zjednoczonych zaangażowały się w działalność dobroczynną, współprowadząc instytucję Grodzisker Mutual Aid Society. Przedstawiciele tych rodzin - Linda Gritz, David Gritz i Andrea Strongwater - byli honorowymi gośćmi piątej edycji Festiwalu. 

## Słuchowiska, podkasty i wideotreści
Każda edycja Festiwalu Kultury Żydowskiej w Grodzisku Mazowieckim to również działania w przestrzeni wideo i audialnej. Corocznie we współpracy z Rabinem Łodzi Dawidem Szychowskim powstają podkasty przybliżające zasady judaizmu, rejestrowane są spotkania eksperckie z uczestniczącymi w Festiwalu ekspertkami i ekspertkami udostępniane w formie podkastów lub nagrań wideo (m.in. z Rabinem Icchakiem Rapoportem).
Od 2020 powstaje również seria Gotowanie Online z Festiwalem Kultury Żydowskiej z krótkimi przepisami w formie wideo publikowanymi w internecie. Z przepisów można poznać dania kuchni izraelskiej i bliskowschodniej.
W 2022 audiowizualna artystka Joanna Szumacher stworzyła słuchowisko Córka Rabina oparte na książce pochodzącej z Kozienic, po ślubie mieszkającej w Grodzisku pisarki Malki Szapiro, potomkini Isroela Hopsztajna, wielkiego Magida z Kozienic i córki Jerachmiela Moszego Hopsztajna, jednego z rabinów Kozienic.
W 2022 na zamówienie Festiwalu Kultury Żydowskiej w Grodzisku Mazowieckim zespół Bastarda Trio opracował nowe aranżacje nigunów dynastii Szapiro z Grodziska, które następnie weszły w skład wydanej przez krakowską wytwórnię Audio Cave płyty Nizozot. Dynastię Szapiro z Grodziska utworzył w XIX wieku cadyk Elimelech Szapiro, ojciec Kalonimusa Szapiro i Jeszajahu Szapiro.

## Wystąpili na festiwalu
- 2020: Mikołaj Grynberg, Miriam Synger, Anna Landau-Czajka, Adam Sitarek, Michał Rzecznik, MELECH, Remek Mazur-Hanaj i Paweł Nowicki, Shofar, Paweł Szamburski, DJ Fajngold.
- 2021: Martyna Steckiewicz, Joanna Podolska, Tomasz Raff i Katarzyna Neugebauer, Filip Springer, DJ Fajngold, Rabin Dawid Szychowski, Witold Rawski, Agnieszka Szurek, Maciej Płaza, Urszula Rybicka.
- 2022: Bente Kahan, Agata Tuszyńska, Ewa Partum, Mariusz Szczygieł, Krzysztof Modelski, Zofia Zięba, Hanna Kossowska, Kapela Timingeriu, Bastarda Trio, Blumental, Karolina Sulej, Rabinka Małgorzata Kordowicz, Rabin Icchak Rapoport, Krzysztof Bielawski, Magdalena Buda, Maciej Wirmański, Monika Leszczyńska, Mikołaj Szczęsny, Sara Stachowiak, Joanna Degler (Lisek), Marta Dziewańska, Marian Skwara, Janusz Sobieraj, Jakub Bendkowski, Roman Kurkiewicz.
- 2023: Rabin Shai Welfeld, Konrad Smoleński i Daniel Szwed (BNNT), Shalom Gantzer, Tropikal Camel, Patrycja Dołowy, Magdalena Sommer, Zbigniew Komorowski, Bella Szwarcman-Czarnota, Joanna Szumacher, Piotr Dąbrowski, Gabriela Nowak-Dąbrowska, Paweł Kulig, Sebastian Frąckiewicz, Mikołaj Tkacz, David Polonsky, El Khat, Adam Ben Nun, Wojciech Tworek, Konstanty Gebert, Ewa Kamińska-Bużałek, Rabin Yehuda Shapiro, Rabin Dawid Szychowski, Sylwia Chutnik, Jarosław Suchan.
- 2024: Joanna Szumacher/Paweł Cieślak, Maszynowa (Marcin Pryt i Grzegorz Fajngold) gra ŚLIWKI, Michał Bilewicz, Piotr Paziński, Agnieszka August-Zarębska, Masza Makarowa, Sylwia Zientek, Łukasz Niesiołowski-Spano, Bartosz Węglarczyk, Kapela a'Postola, Paulina Pankiewicz, Inga Levi, Zuzanna Hertzberg, Ella Ponizovsky Bergelson, Lech Wiśniewski, Zbigniew Judasz, Agnieszka Kuś, Andrea Strongwater, Linda Gritz, David Gritz, Teresa Śmiechowska, Salonico Klezmer Trio, Marek Teler, Paweł Szamburski, Agnieszka Dobkiewicz, Bożena Gąsiorowska, Fundacja Mykwa, Monika Krajewska, rabin Icchak Rapoport, rabin Dawid Szychowski, Miriam Synger, Adrianna Drązikowska, Elżbieta Grab, Mikołaj Łoziński, Konstanty Gebert, Damian Josef Neć, Beata Izdebska-Zybała, Pieter van Os, Jarosław Kurski, Joanna Szumacher.

Od 2022 centrum Festiwalu Kultury Żydowskiej w Grodzisku Mazowieckim organizowane jest w Parku im. hr. Skarbków w Namiocie Festiwalowym (Namiot FKŻ). To właśnie w tym miejscu odbywa się większość wydarzeń festiwalowych.